# Plebana di Santa Maria Assunta di Pievepelago
La Plebana di Santa Maria Assunta di Pievepelago è una pieve sita in Italia a Pievepelago.

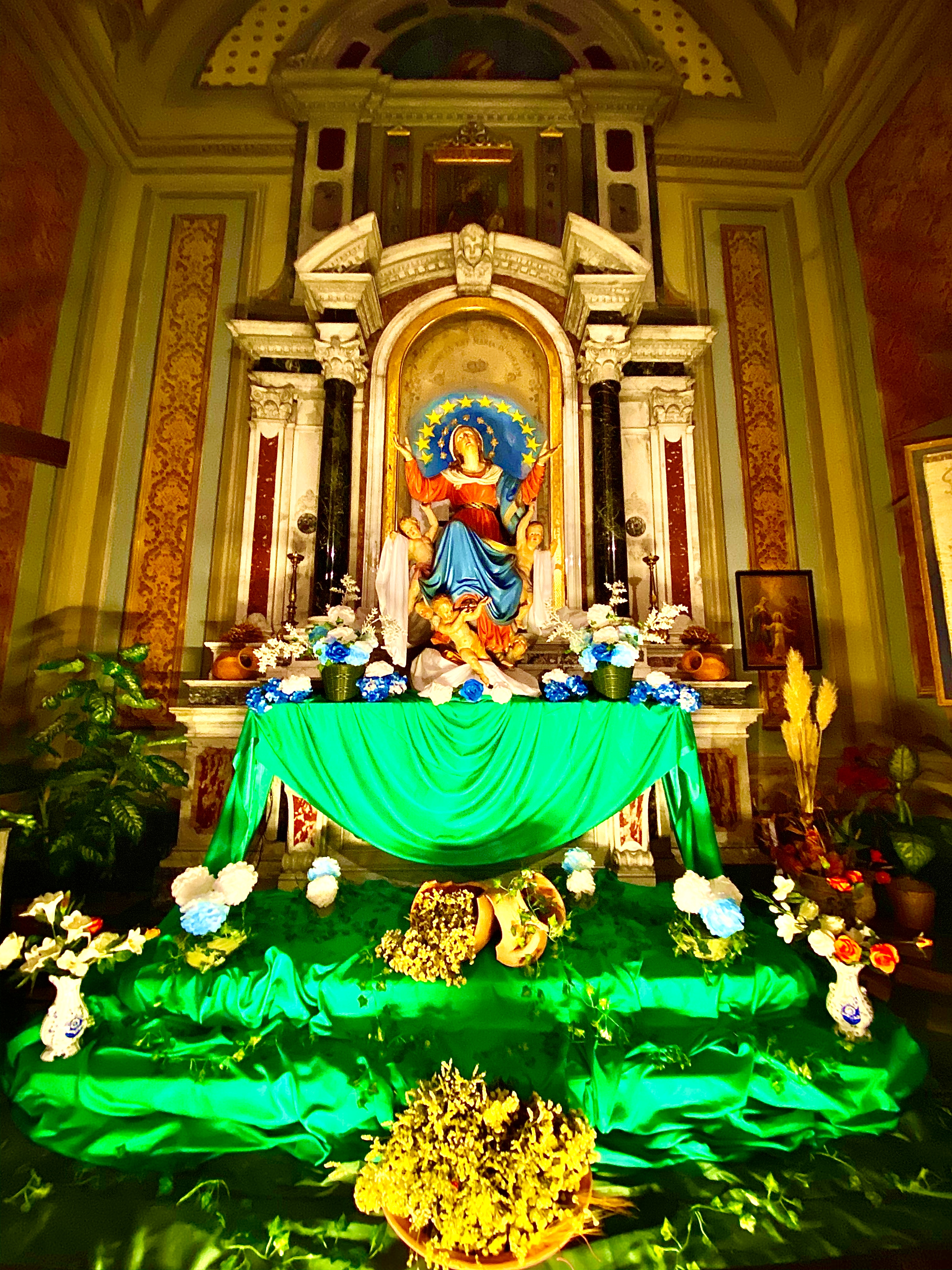
Cappella dell’Assunta

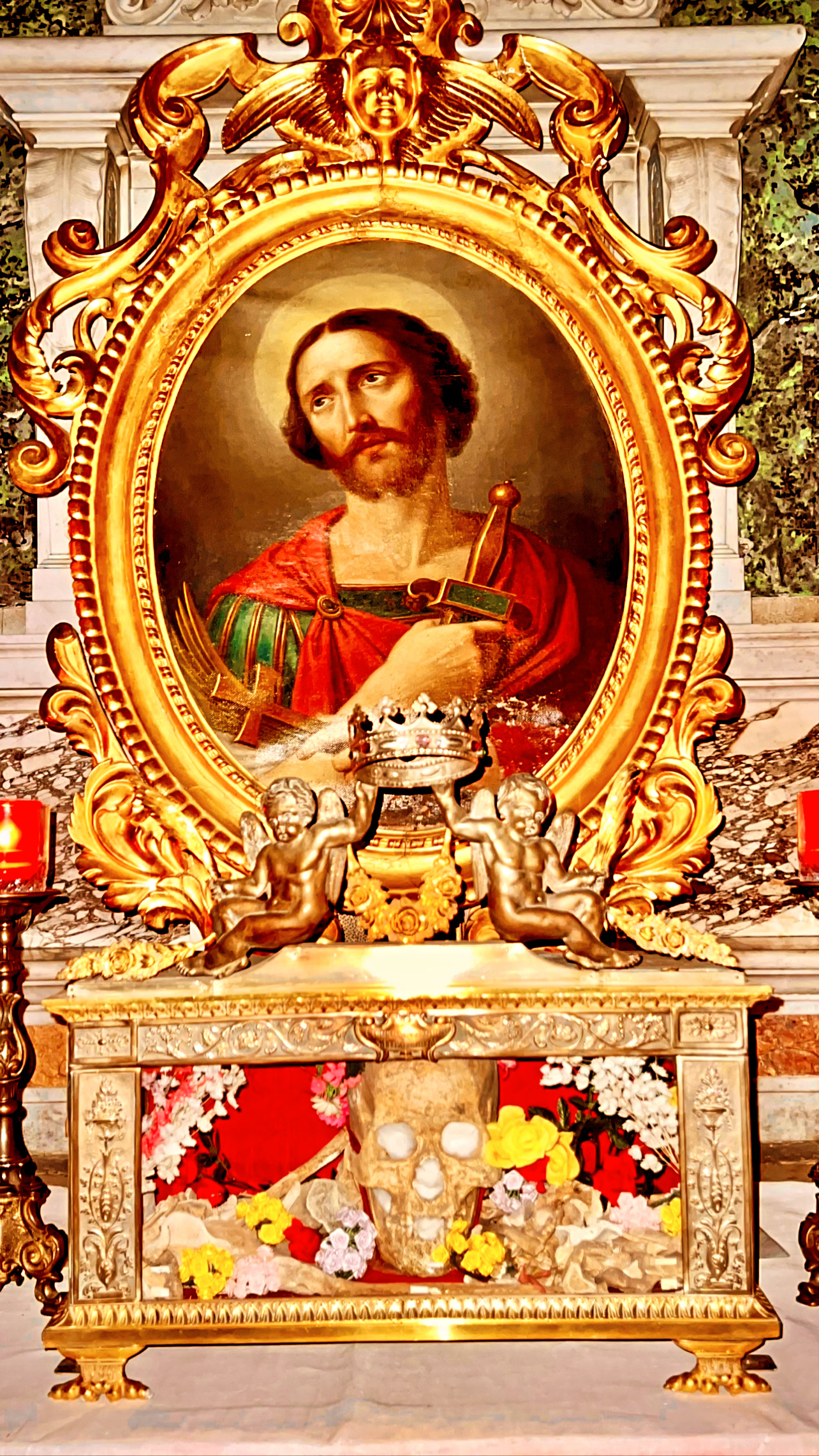
Reliquie di San Teodoro

## Storia

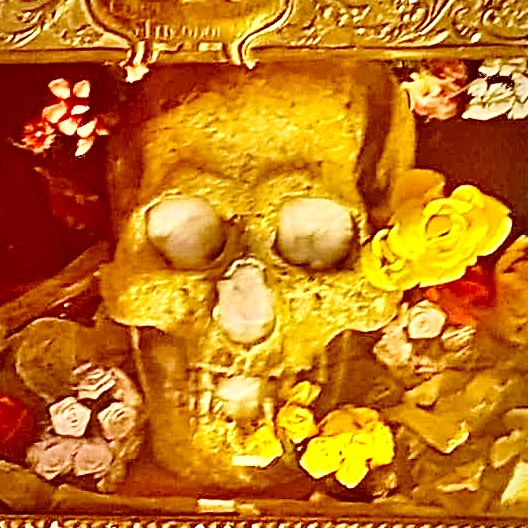
Reliquie di San Teodoro

Una chiesa parrocchiale sul sito è documentata fin dal 1038, ma di quell'edificio rimane ben poco.
La costruzione dell'attuale pieve iniziò nel 1868 su progetto di Cesare Costa, e fu consacrata nel 1874. La chiesa ospita una Gloria di Santa Filomena di Adeodato Malatesta.

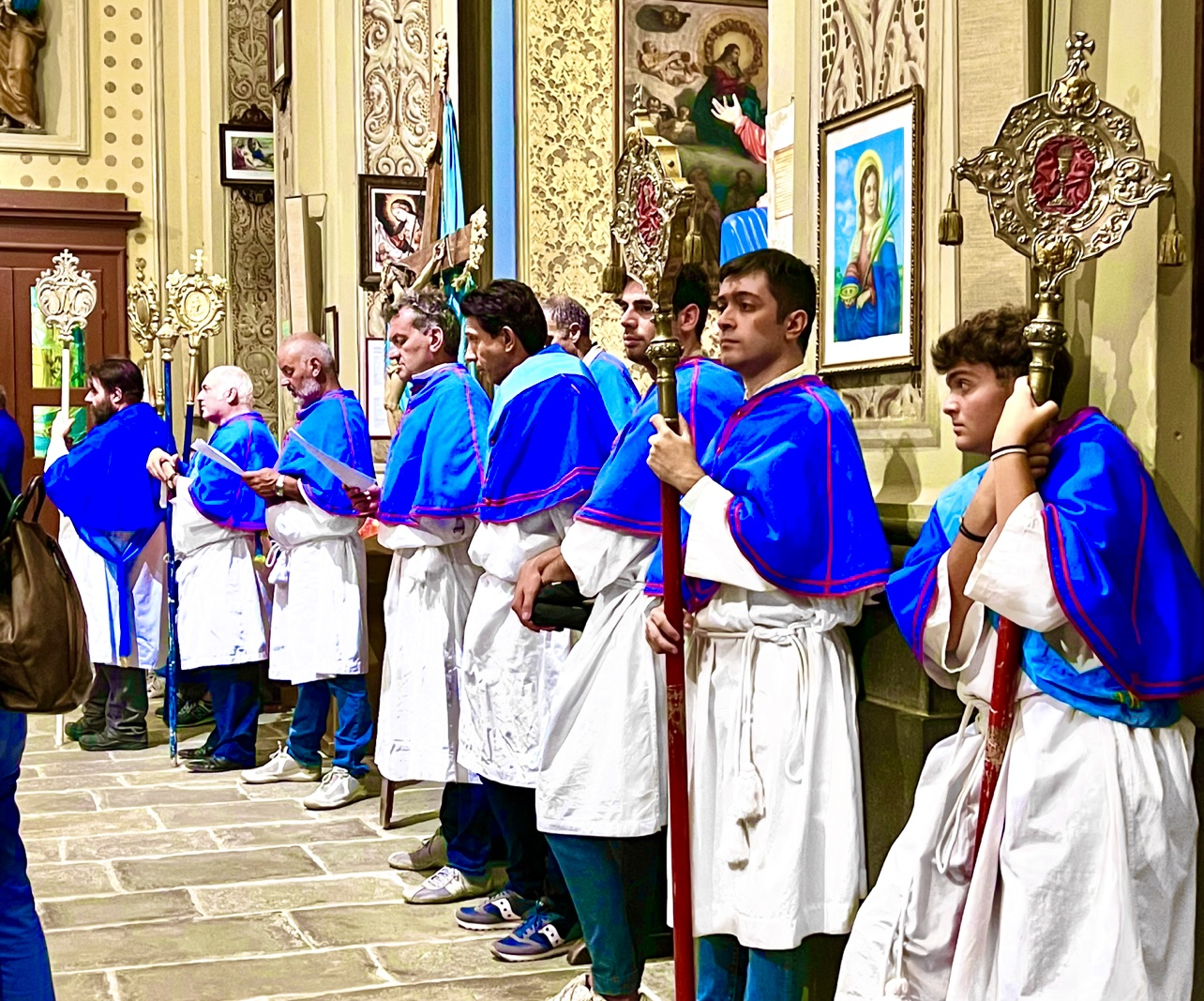
Alcuni confratelli bianchi prima della processione di Santa Maria.

## Descrizione

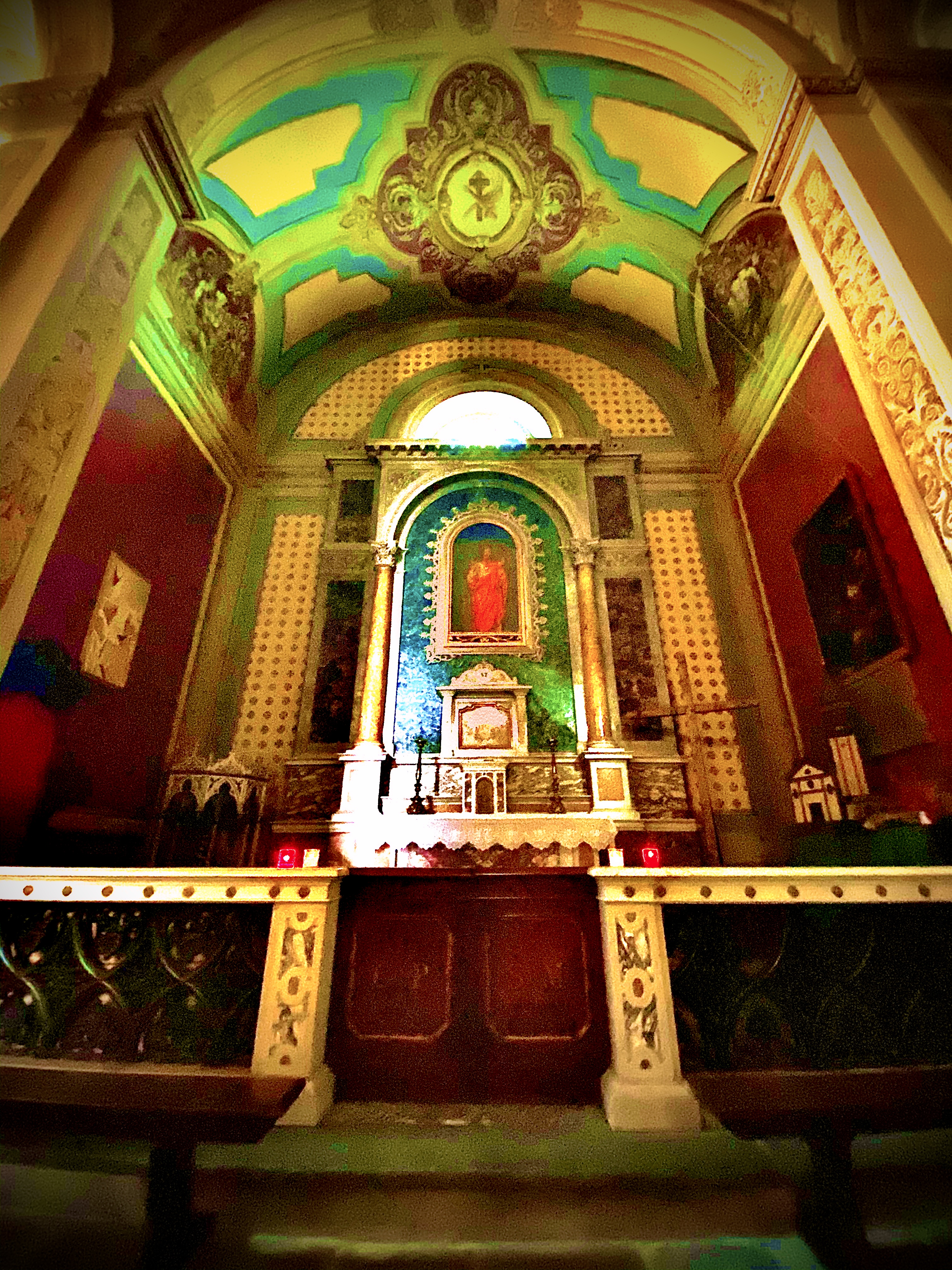
Cappella di San Teodoro

La controfacciata presenta dipinti raffiguranti San Francesco e l'Immacolata Concezione del 1918 di Gaetano Bellei.
Il transetto sinistro presenta un'urna reliquiario per San Teodoro in stile neoclassico di Gaetano Boccini.
La cappella maggiore ha una pala d'altare raffigurante la Vergine in gloria del pittore Carlo Rizzi.
La chiesa ospita anche un dipinto raffigurante San Luigi Gonzaga, del 1853, di Luigi Asioli. Accanto alla chiesa si trovano l'Oratorio di San Luigi, costruito nel 1754, e la Chiesa della confraternita dei bianchi, costruita sotto il patronato dell'imperatrice d'Austria alla fine del 1700.

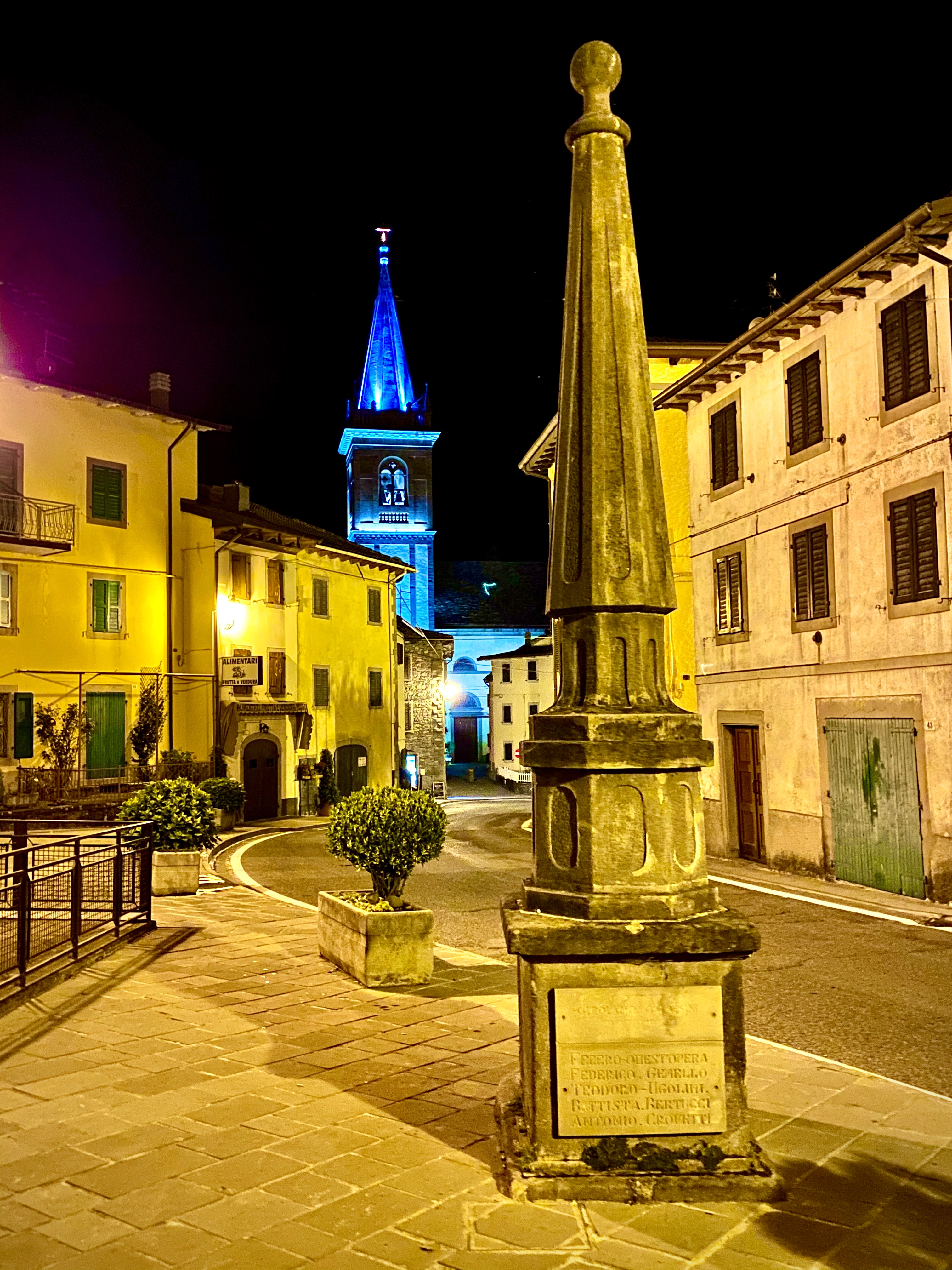
Piazza di Pievepelago con il campanile della Plebana di Santa Maria Assunta sullo sfondo.